# Oreochromis leucostictus
Espèce
Statut de conservation UICN

 LC  : Préoccupation mineure
Oreochromis leucostictus est une espèce de poissons d'eau douce africains de la famille des Cichlidae (ordre des Cichliformes). Cette espèce fait partie des nombreuses espèces regroupées sous le nom de Tilapia.

## Répartition
Ce poisson se rencontre en Ouganda et en République démocratique du Congo. Il est présent dans les lacs Edouard, George et Albert, et dans les rivières et ruisseaux qui les alimentent ainsi que dans la rivière Semliki. On le trouve également dans les affluents de la rivière Aswa (Ouganda) sans qu'il soit certain que sa présence est naturelle ou s'il y a été introduit. Il a par ailleurs été introduit dans les lacs Victoria et Kivu. Plusieurs pays signalent un impact écologique néfaste après leur introduction.

## Description
Oreochromis leucostictus peut mesurer jusqu'à 36,3 cm, queue non comprise. C'est une espèce à incubation buccale prodiguée par la femelle.

## Systématique
Le nom valide complet (avec auteur) de ce taxon est Oreochromis leucostictus (Trewavas, 1933).
L'espèce a été initialement classée dans le genre Tilapia sous le protonyme Tilapia leucosticta Trewavas, 1933.
Oreochromis leucostictus a pour synonymes :
- Oreochromis leucostrictus (Trewavas, 1933)
- Sarotherodon leucostictum (Trewavas, 1933)
- Tilapia leucostica Trewavas, 1933
- Tilapia leucosticta Trewavas, 1933
- Tilapia trewavasae Poll, 1939

## Étymologie
Son épithète spécifique, du grec ancien λευκός, leukós, « blanc », et στίχος, stíkhos, « rangée, ligne », fait référence à sa livrée constituée d'une alternance de zones sombres et claires.

## Publication originale
- (en) E. Trewavas, « Scientific results of the Cambridge Expedition to the East African Lakes, 1930-1. --11. The cichlid fishes », Journal of the Linnean Society of London, Zoology, Londres, vol. 38, no 259,‎ 26 avril 1933, p. 309-341 (ISSN 0368-2935).